# Holywell
Holywell (Treffynnon en gallois) est le cinquième plus grand village du Flintshire, dans le nord du pays de Galles. Il est situé à l’ouest de l’estuaire du fleuve Dee. Il comptait 8 886 habitants au recensement de 2011. Il est jumelé depuis 2001 à la commune française de Saint-Grégoire située en Ille-et-Vilaine.
Le village doit son nom à la source de sainte Winifred, lieu de pèlerinage depuis le haut Moyen Âge. L’Église catholique, par le choix de la Conférence des évêques catholiques d’Angleterre et du pays de Galles, reconnaît le sanctuaire Sainte-Winefride de Holywell comme un sanctuaire national, depuis novembre 2023.